# Régis Lespinas

a Compétitions nationales et continentales officielles uniquement.

Dernière mise à jour le 2 juillet 2018.
Régis Lespinas, né le 6 octobre 1984 à Brive-la-Gaillarde (Corrèze), est un joueur français de rugby à XV. Il évolue au poste de demi d'ouverture ou d'arrière.

## Biographie
Briviste d’origine, Régis Lespinas porte les couleurs successivement du CA Brive, du Montpellier HR, de l'US Montauban et du LOU.
Peu utilisé dans l’effectif lyonnais durant la saison 2012-2013, il tente en février de trouver du temps de jeu en passant des essais à Gloucester. Malheureusement, l’essai dans le sud-ouest de l’Angleterre ne fut pas concluant.
Non conservé par le club du LOU à la fin de la saison 2013, il décide de tenter l’aventure en Nouvelle-Zélande. Arrivé début juillet 2013 au pays des All Blacks, il rejoint le club amateur des Napier Old Boys Marist en espérant attirer l’attention d’une province et prendre part ainsi à l’ITM Cup. Après quelques matchs avec les Marist et des entraînements avec les Magpies (province de Hawke's Bay), il signe le 25 juillet 2013 un contrat avec ces derniers. 
Après avoir disputé l'ITM Cup (où il ne joue que deux matchs) avec Hawke's Bay, il revient en France et s'engage avec l'US Oyonnax, en tant que joker médical de Conrad Barnard. Il offre la maintien à Oyonnax grâce à un essai décisif lors de la dernière journée de championnat à Brive.

## Statistiques en équipe nationale
- Equipe de France A[réf. nécessaire]
- Équipe de France -21 ans : participation au championnat du monde 2005 en Argentine (4 sélections) et aux championnats du monde 2004 en Écosse et 2003 en Angleterre[réf. nécessaire]
- Équipe de France -19 ans : participation au championnat du monde 2003 en France (2 sélections)[réf. nécessaire]